# Francisco Alomar
Alomar  Florit est un nom espagnol. Le premier nom de famille, en général paternel, est Alomar ; le second, en général maternel, souvent omis, est Florit.
Francisco Alomar Florit, né le 23 décembre 1928 à Sineu et mort le 9 août 1955, est un coureur cycliste espagnol. 

## Biographie
Professionnel durant les années 1950, il a notamment été champion d'Espagne de la course de côte en 1955 et a remporté le Tour d'Aragon et le Tour de Majorque en 1954. Il est mort à 26 ans dans un accident de la circulation à 7 km d'Orense, durant le Tour de Galice.
Il est le frère de Jaume Alomar qui a également été coureur cycliste professionnel.

## Palmarès
- 1952
  - Trofeo Masferrer
- 1953
  -  Champion d'Espagne sur route indépendants
  - 2e étape du Tour de Catalogne
  - 3e du championnat d'Espagne sur route
- 1954
  - Barcelona-Vilada
  - Trofeo Borras
  - Tour d'Aragon :
    - Classement général
    - 6e étape

  - 3e étape du Tour des Asturies
  - Tour de Majorque :
    - Classement général
    - 1re étape

  - 3e du championnat d'Espagne sur route
  - 3e du Tour de Tarragone
- 1955
  -  Champion d'Espagne de la course de côte
  - 7e étape du Tour du Levant
  - 2e du Tour des Asturies
  - 3e du Tour d'Andalousie

## Résultats sur les grands tours

### Tour de France
2 participations
- 1954 : 31e
- 1955 : non-partant (11e étape)

### Tour d'Espagne
1 participation
- 1955 : 44e